# James Thomas
Pour les articles homonymes, voir Thomas.
James Thomas, né le 22 novembre 1980 à Schenectady (New York), est un joueur et entraîneur de basket-ball américain.

## Biographie
À sa sortie du lycée, il intègre l'université du Texas à Austin. Il commence sa carrière professionnelle en NBA Development League dans l'équipe des Roanoke Dazzle, où il est élu rookie de la saison 2004-2005. Il effectue des piges avec les équipes NBA des Portland Trail Blazers et des Atlanta Hawks lors de cette même saison. Il rejoint les Philadelphia 76ers au début de la saison 2005-2006, puis intègre les rangs des Chicago Bulls en janvier 2006. Il part ensuite jouer en Europe, notamment en Italie (Climamio Bologne) et en Turquie (Erdemirspor Belediyesi).